# Quintanaloranco
Quintanaloranco  es una localidad y una Entidad Local Menor situadas en la provincia de Burgos, comunidad autónoma de Castilla y León (España) , comarca de Montes de Oca, partido judicial de Briviesca, perteneciente al municipio de Belorado.

## Geografía
Situada en el este de la provincia de Burgos, a 48 kilómetros de la capital. Hasta el año 1981 fue un municipio independiente, fecha en la cual se unió a Belorado y se convirtió en una pedanía de ese municipio.

## Datos básicos
- 51 hab. (INE 2005).

### Coordenadas
- Altitud: 763 metros.

## Demografía
| Gráfica de evolución demográfica de Quintanaloranco entre 1842 y 1970 |
| |
| Población de derecho según los censos de población del INE Población de hecho según los censos de población del INEEn este censo se denominaba Quintana Loranco: 1842. Entre el censo de 1857 y el anterior, crece el término del municipio porque incorpora a Loranquillo. Entre el censo de 1981 y el anterior, este municipio desaparece porque se integra en el municipio Belorado. |

## Historia
Las primeras referencias al término municipal de Quintanaloranco se encuentran en el Fuero de Cerezo (10 de enero de 1151). 

«...In nomine domini amen. Regie dignitati convenit aliquem sibi bene et fideliter servientem donis remunerare et ei de propiis regalibus dare, et data manu tenere, et observare, et fovere.
Quapropter ego Aldefonsus, Dei nutu Hispaniae imperator, facio cartam donationis et libertatis illi ville de Cerezo pro alfoz et iureditione et de iustitia civili et criminali nunc et in perpetuum de [...] Quintana de Loranco, Loranquillo, Villa de suso, Lorancos ....»

En dicha época hay varios asentamientos dispersos: Quintana de Loranco (actual Quintanaloranco), Lorancos (Loranco, 2 km al oeste), Villa de Suso (Villasuso, 1 km al noroeste) y Loranquillo (2 km al sur). A lo largo de la Edad Media la población de Loranco y Villasuso se unió con la de Quintanaloranco, mientras que la de Loranquillo permaneció independiente, aunque siempre vinculada al municipio.
Sin embargo hay documentos más antiguos que ya hablan de Loranco:

«...El 1º de marzo de 1058, Gudesteo, presbítero de Loranco, hace donación a San Millán de la Cogolla de varias posesiones sitas en Loranco y sus términos....»

Villa denominada entonces Quintana Loranco perteneciente a la Hermandad de Montes de Oca en el partido Juarros  ,  uno de los catorce que formaban la Intendencia de Burgos durante el periodo comprendido entre 1785 y 1833, tal como se recoge en el Censo de Floridablanca de 1787 . Tenía jurisdicción de abadengo ejercida por el  Monasterio de la Huelgas cuya abadesa nombraba su alcalde ordinario.
A la caída del Antiguo Régimen queda constituida como ayuntamiento constitucional del mismo nombre en el partido  Belorado , región de  Castilla la Vieja , contaba entonces con  319 habitantes.
La población de Quintanaloranco se dispersó en los años 60 y 70, emigrando principalmente hacia Burgos y el País Vasco.
Quintanaloranco permaneció como municipio independiente hasta 1978, año en que se incorporó al municipio de Belorado.

## Economía local
Su población mayoritariamente agrícola se dedica al cultivo de cereales de secano, principalmente el trigo y la cebada, de los cuales se vende el grano y la paja. Últimamente también se pueden ver algunas pequeñas explotaciones de girasol y plantas leguminosas. 
Quintanaloranco también posee un coto privado de caza que abarca todo el término municipal.

## Patrimonio
- Iglesia de San Mamés: Sobrio edificio del siglo XVIII de estilo neoclásico. En su interior se pueden ver tres altares barrocos de la misma época que la iglesia y diferentes imágenes e iconografía religiosa.
- Ayuntamiento: edificio de tres plantas en sillería de vanos rebajados, construido a finales del siglo XIX. Su fachada principal da a la plaza Mayor.
- Hallazgos arqueológicos de Loranco: restos arqueológicos pertenecientes a la antigua localidad de Loranco, del siglo XI. Se puede encontrar una pequeña necrópolis con siete tumbas excavadas en piedra y algunos silos de cereal.
- Calzada romana Italia - Hispania: Vía romana bien conservada localizada al norte del municipio.

## Accesos
Hay dos vías principales para llegar a Quintanaloranco desde Burgos:
- Por la N-1 o la AP-1 viniendo de Burgos o Vitoria: Tomar la salida de Briviesca y seguir hacia Belorado (BU-710), a 9 km desviarse a la izquierda tomando la carretera BU-712 que llega hasta el municipio.

- Por la N-120 que une Burgos con Logroño: Desviarse por Belorado y tomar la carretera BU-P-7101, que va hacia Cerezo de Río Tirón, seguir por la BU-720 y cruzar el pueblo, a 3 km desviarse a la izquierda siguiendo la carretera BU-V-7201 que llega hasta Quintanaloranco.

## Festividades
- 7 de agosto: Festividad San Mamés, patrón de la localidad.
- Fiestas populares: Primer o segundo fin de semana de agosto, generalmente el siguiente a la festividad del patrón.